# The Magic Sword
Pour les articles homonymes, voir Magic Sword (homonymie).
 (juillet 2025).
Pour plus de détails, voir Fiche technique et Distribution.
The Magic Sword est un film muet britannique réalisé par Walter R. Booth sorti en 1901 au Royaume-Uni.

## Fiche technique
- Titre : The Magic Sword
- Réalisation : Walter R. Booth
- Production Robert W. Paul
- Pays d'origine : Grande-Bretagne
- Format : Noir et blanc
- Durée : 2 minutes et 48 secondes
- Licence : Domaine public
- Date de sortie : 1901